# Аджетей, Джонас
Джонас Аджей Аджетей (англ. Jonas Adjei Adjetey; род. 13 декабря 2003, Аккра) — ганский футболист, защитник клуба «Базель» и сборной Ганы. 

## Клубная карьера
Аджетей — воспитанник клубов «Грейт Олимпикс» и «Берекум Челси». Летом 2022 года игрок подписал контракт со швейцарским «Базелем». 17 декабря 2023 года в матче против «Люцерна» он дебютировал в швейцарской Суперлиге. 

## Международная карьера
15 октября 2024 года в отборочном матче Кубка Африки 2025 против сборной Судана Аджетей дебютировал за сборную Ганы.